# Герберт, Генри, 2-й граф Карнарвон
Полковник Генри Джордж Герберт, 2-й граф Карнарвон (англ. Henry Herbert, 2nd Earl of Carnarvon; 3 июня 1772 — 16 апреля 1833) — британский пэр, дворянин и политик. С 1780 по 1793 год — Достопочтенный Генри Герберт, с 1793 по 1811 год он носил титул учтивости — лорд Порчестер.

## Происхождение и образование
Родился на Хилл-стрит в Лондоне 3 июня 1772 года. Старший сын Генри Герберта, 1-го графа Карнарвона (1741—1811), и леди Элизабет Алисии Марии Уиндем (1752—1826), старшей дочери Чарльза Уиндема, 2-го графа Эгремонта (1710—1763). Он был крещен в церкви Святого Георгия на Ганновер-сквер 22 июня 1772 года . Его младшими братьями были моряк Чарльз Герберт и ботаник Уильям Герберт. Другой брат, Элджернон Герберт, был антикваром.
В 1782—1789 года Генри Герберт учился в Итонском колледже.

## Карьера
В 1790 году Генри Герберт поступил в королевское ополчение графства Уилтшир в звании капитана. В 1794 году — майор полка Вест-Сомерсетского йоменри. В 1798 году получил чин подполковника, а в 1803 году — полковник. В 1794 году был избран в Палату общин Великобритании от Криклейда. Поле принятия Акта об унии 1801 года Генри Герберт представлял Криклейд в парламенте Соединённого королевства до 1811 года, когда он унаследовал титул графа Карнарвона после смерти своего отца . Во время своего пребывания в качестве члена парламента он инициировал расследование провала Валхеренской кампании в 1809 году. Герберт был назначен заместителем лейтенанта графства Сомерсет в 1803 году и служил верховным стюардом Ньюбери. Он был выбран членом Лондонского общества антикваров в 1814 году и был вице-президентом Королевского садоводческого общества.

## Брак и дети
26 апреля 1796 года в Соборе Святого Георга в Лондоне Генри Герберт, носивший титул лорда Порчестера, женился на Элизабет «Китти» Экланд (13 декабря 1772 — 5 марта 1813). Она была единственной дочерью и возможной наследницей полковника Джона Дайка Экленда (1747—1778), сына и наследника сэра Томаса Дайка Экленда, 7-го баронета (1722—1785) из Киллертона (Девон) и Петертон-Парка (Сомерсет), который приобрёл Пикстон-Парк, Теттон, Кингстон-Сент-Мэри и Холникот-Сетуорти в результате брака с наследницей Элизабет Дайк (ум. 1753). Лорд Карнарвон унаследовал от своей жены поместья Пикстон и Теттон в графстве Сомерсет. Китти умерла в Шутерс-Хилл в 1813 году. Герберт пережил её на двадцать лет до 1833 года. От жены у него было пятеро детей, три дочери и два сына:
- Леди Гарриет Элизабет Герберт (род. 23 июня 1797), вышедшая замуж за преподобного Джона Стэплтона.
- Генри Джон Джордж Герберт, 3-й граф Карнарвон (8 июня 1800 — 10 декабря 1849), женившийся на Генриетте Анне Говард-Молинье-Говард, старшей дочери лорда Генри Говарда-Молинье-Говарда.
- Достопочтенный Эдвард Чарльз Хью Герберт (30 марта 1802 — 30 мая 1852), женившийся на Элизабет Суит-Эскотт (? — 1840), дочери пребендария Томаса Суит-Эскотта.
- Леди Тереза Элизабет Мэри Герберт (1803 — 13 сентября 1815)
- Леди Эмили Фрэнсис Тереза Герберт (ум. 16 ноября 1854), вышедшая замуж за Филиппа Бувери-Пьюзи (1799—1855), внука по отцовской линии Якоба де Бувери, 1-го виконта Фолкстона, и внука по материнской линии Роберта Шерарда, 4-го графа Харборо. У них был один сын и две дочери.

## Смерть и погребение
Он умер в возрасте 60 лет в своей лондонской резиденции на Гросвенор-сквер и был похоронен в Бурклере в Хэмпшире. Ему наследовал титулы его старший сын Генри.